# Pierre Gaston Magne
 (janvier 2017).
Si vous disposez d'ouvrages ou d'articles de référence ou si vous connaissez des sites web de qualité traitant du thème abordé ici, merci de compléter l'article en donnant les références utiles à sa vérifiabilité et en les liant à la section « Notes et références ».
Pierre Gaston Magne, dit de Corvetto (1846 - v. 1891), fils de Pierre-Alexandre, aventurier et journaliste, 1er directeur de l'Agence Havas à Rome. Arrière petit-neveu de Louis-Emmanuel Corvetto, ministre des finances. Se présente comme « comte de Corvetto » en Russie où il a la charge d'entretien de l'église de Smolensk de 1874 à 1880.